# Список вигаданих кораблів в літературі
Цей список вигаданих суден містить штучні водні судна, які були предметом або важливим елементом значимого художнього літературного твору.
| Назва корабля                | Тип корабля        | Капітан                                                    | Автор                  | Книга                                                               |
| ---------------------------- | ------------------ | ---------------------------------------------------------- | ---------------------- | ------------------------------------------------------------------- |
| Авраам Лінкольн              | фрегат             | Фарагут                                                    | Жюль Верн              | 20 000 льє під водою                                                |
| Аляска                       | шхуна              | Марсілас, потім Ерік Герсебом                              | Жуль Верн, Андре Лорі  | Знайда із загиблої «Цинтії»                                         |
| Арабелла раніше Сінко Льягас | галеон             | дон Дієго де Еспіноза-і-Вальдес, потім капітан ПІтер Блад  | Рафаель Сабатіні       | Одісея капітана Блада, Хроніка капітана Блада, Удачі капітана Блада |
| Аризона                      | яхта               | Янсен                                                      | Олексій Толстой        | Гіперболоїд інженера Гаріна                                         |
| Аркхем                       | бриг               | Дж. Б. Дуглас                                              | Говард Лавкрафт        | Хребти Безумства                                                    |
| Бєда раніше Побєда           | парусна яхта       | Христофор Боніфатійович Врунгель                           | Андрій Некрасов        | Пригоди капітана Врунгеля                                           |
| Веселий Роджер               | бриг               | Джеймс Крюк, потім Пітер Пен                               | Джеймс Баррі           | Пітер Пен і Венді                                                   |
| Вінгілот                     |                    | Еарендил                                                   | Джон Толкін            | Сильмариліон                                                        |
| Викликаючий                  |                    | Муррей                                                     | Александр Беляєв       | Острів загиблих кораблів                                            |
| Даєш!                        | пароплав           | Євген Дмитрович Моряков, в його відсутність Плавали-Знаємо | Віталій Коржиков       | цикл творів про пригоди Солнишкіна                                  |
| Дельфін                      | бриг               | Барнард                                                    | Едгар По               | Повість про пригоди Артура Гордона Піма                             |
| Джейн Гай                    | шхуна              | Гай                                                        | Едгар По               | Повість про пригоди Артура Гордона Піма                             |
| Добра Надія                  |                    | Арблестер                                                  | Роберт Льюіс Стівенсон | Чорна стріла                                                        |
| Дункан                       | парова яхта        | Джон Манглс                                                | Жюль Верн              | Діти капітана Гранта                                                |
| Дункан                       | парова яхта        | Роберт Грант                                               | Жюль Верн              | Таємничий острів                                                    |
| Заповіт                      | бриг               | Елайс Хозісон                                              | Роберт Льюіс Стівенсон | Викрадений                                                          |
| Еспаньйола                   | тримачтова шхуна   | Олександр Смоллетт                                         | Роберт Льюіс Стівенсон | Острів скарбів                                                      |
| Клеймор                      | корвет             | граф дю Буабертло                                          | Віктор Гюго            | Дев'яносто третій рік                                               |
| Лавр Георгійович             | фрегат             | Суер-Виер                                                  | Юрій Коваль            | Суер-Виер                                                           |
| Люб'язний Омар               |                    | Хотабич                                                    | Лазарь Лагін           | Старик Хоттабич                                                     |
| Маріанна                     |                    | Дюк                                                        | Александр Грін         | Капітан Дюк, Кораблі в Ліссі                                        |
| Медуза                       | шхуна              | Педро Зуріта                                               | Олександр Бєляев       | Людина-амфібія                                                      |
| Мискатоник                   | барк               | Георг Торфінсен                                            | Говард Лавкрафт        | Хребти Безумства                                                    |
| Морський оркестр             | пароплав           | Фредріксон                                                 | Туве Янссон            | Мемуари Мумі-папи                                                   |
| Ми тут                       | шхуна              | Диско Троп                                                 | Редьярд Кіплінг        | Відважні капітани                                                   |
| Наутилус                     | підводний човен    | капітан Немо                                               | Жюль Верн              | 20 000 льє під водою, Таємничий острів                              |
| Не бійся                     | монітор            | Еліот Красс                                                | Владислав Крапивин     | В глибині Великого Кристала                                         |
| Пекод                        | китобійне судно    | Ахав                                                       | Герман Мелвілл         | Мобі Дік                                                            |
| Пілігрим                     | шхуна-бриг         | Гуль, потім Дік Сенд                                       | Жюль Верн              | П'ятнадцятирічний капітан                                           |
| Пионер                       | підводний човен    | Миколай Борисович Воронцов                                 | Григорій Адамов        | Таємниця двох океанів                                               |
| Підкорювач Зорі              |                    | лорд Дрініан                                               | Клайв Льюіс            | цикл Хроніки Нарнії                                                 |
| Попригунья                   |                    | Ефраім Довга панчоха                                       | Астрід Ліндгрен        | цикл творів про Пеппі Довгу панчоху                                 |
| Примара                      | шхуна              | Вовк Ларсен                                                | Джек Лондон            | Морський вовк                                                       |
| Свята діва                   | бригантина         | Д. У. Тіббс                                                | Артур Конан Дойл       | Повідомлення Хебекука Джефсона                                      |
| Св. Марія                    | шхуна              | Іван Львович Татаринов                                     | Веніамин Каверин       | Два капітана                                                        |
| Секрет                       | тримачтовый галіот | Артур Грей                                                 | Александр Грін         | Алі паруса                                                          |
| Сифанта                      | корвет             | Страдена, потім Тодрос, потім Анрі д'Альбаре               | Жюль Верн              | Архіпелаг у вогні                                                   |
| Стратфорд                    | парова яхта        | Хові                                                       | Артур Конан Дойл       | Маракотова безодня                                                  |
| Суорд                        | підводний човен    | лейтенант Девон                                            | Жюль Верн              | Прапор Батьківщини                                                  |
| Щасливий порятунок           | барк               | Джон Шаркі                                                 | Артур Конан Дойл       | цикл творів про капітана Шаркі                                      |
| Син грома                    | міноносець         |                                                            | Герберт Уеллс          | Війна світів                                                        |
| Туту-пампам                  | пароплав           | Скрапушина                                                 | Альфонс Доде           | Порт-Тараскон                                                       |
| Форвард                      | бриг               | Джон Гаттерас                                              | Жюль Верн              | Подорож і пригоди капітана Гаттераса                                |
| Халбрейн                     | шхуна              | Лен Гай                                                    | Жюль Верн              | Льодяний сфінкс                                                     |
| Цикада                       | пароплав           | Дадо                                                       | Джеймс Крюс            | Маяк на Омарових рифах                                              |
| Емма                         | двомачтова шхуна   | Колінз                                                     | Говард Лавкрафт        | Зов Ктулху                                                          |

## Списки і аналіз ролі вигаданих суден у літературі
- Bernhard Klein, Gesa Mackenthun. Sea changes: historicizing the ocean. — Psychology Press. — 2004. — С. 218. — 219 с. — ISBN 9780415946513.
- Peter H. Spectre. The Mariner's Book of Days 2006. — Sheridan House, Inc., 2005. — 70 с. — ISBN 9781574092011.